# Bird (film, 2024)
Pour les articles homonymes, voir Bird.
Pour plus de détails, voir Fiche technique et Distribution.
Bird est un film britannico-américano-germano-français réalisé par Andrea Arnold, sorti en 2024.
Il est sélectionné en compétition officielle au Festival de Cannes 2024.
L'histoire se déroule dans le Kent où Bailey, 12 ans, vit dans un squat avec son père et son frère Hunter, dans une situation familiale compliquée et aux portes de la puberté ; elle s'évade à travers des prises de vue de la nature sur son smartphone. Au cours d'une de ses pérégrinations elle rencontre Bird, un homme touchant et atypique, en jupe, qui lui offre sa vision du monde et qui est à la recherche de son père.

## Synopsis
Bailey est une fille de douze ans qui vit dans un immeuble délabré avec son père, Bug, et son demi-frère, Hunter. Un jour, Bug annonce ses fiançailles avec Kayleigh, une femme qu'il connaît depuis trois mois, et leur mariage prévu pour le samedi suivant. Sous le choc et frustrée, Bailey déclare qu'elle n'y assistera pas et s'enfuit.
Plus tard dans la journée, Hunter confie à Bailey qu'il fait partie d'un groupe de justiciers avec ses amis. Intriguée, Bailey les suit et assiste à l'irruption du groupe dans une maison, où ils menacent un homme avec un cutter. La police est rapidement appelée, et Bailey s'échappe dans un champ désert où elle s'endort pour la nuit.
Le lendemain matin, elle est réveillée par un homme mystérieux qui se fait appeler Bird. Elle le suit jusqu'à un complexe d'appartements où il cherche une femme qui y aurait vécu autrefois, mais il ne parvient pas à la retrouver. Bailey s'en va, mais remarque Bird sur le toit du bâtiment avant que Bug n'arrive pour la ramener à la maison et la punir pour avoir passé la nuit dehors.
Bailey apprend que Bird cherchait sa mère, qui vivait autrefois dans ce complexe, et qu'elle a disparu lorsqu'il était enfant. Se rapprochant de Bird, Bailey lui suggère que sa propre mère, Peyton, pourrait l'aider, car elle a vécu dans le même immeuble il y a des années.
Chez Peyton, Bailey et Bird se renseignent sur les anciens résidents, mais sont interrompus par le comportement agressif du compagnon de Peyton, Skate. Une dispute éclate entre Bailey et Skate, et Bailey le filme. Skate menace alors de tuer Peyton si la vidéo est montrée aux autorités. Malgré cela, Peyton parvient à se souvenir du nom du père de Bird. Bailey envoie la vidéo à Hunter, qui lui promet que lui et son groupe attaqueront Skate pour sauver sa mère et ses demi-frères et sœurs.
Plus tard, Hunter demande à Bailey de l'aider à remettre une lettre à sa petite amie Moon, lui proposant qu'ils s'enfuient ensemble en Écosse, sa famille désapprouvant sa grossesse récemment découverte. En chemin, une corneille suit Bailey et l'aide à faire passer la lettre en douce malgré la surveillance de la famille de Moon.
Le lendemain, alors que Hunter et ses amis préparent leur attaque, Bailey emmène ses demi-frères et demi-sœurs passer la journée dehors pour éviter l'incident. Bird réapparaît pour aider Bailey et les enfants à se rendre à la plage, où il tente de retrouver son père. Lorsqu'ils trouvent son appartement, l'homme qui y vit nie avoir jamais eu de fils. Plus tard, il revient sur ses propos et avoue à Bird qu'il a bien été avec sa mère et qu'ils ont eu un garçon, mais qu'il est parti peu après, incapable de gérer l'instabilité mentale de la mère. Bailey réconforte Bird en larmes alors que le groupe rentre chez lui.
Peu après leur retour, Skate tente de s'introduire de force dans leur maison. Peyton ne parvient pas à l'arrêter, et il finit par l'agresser. Bailey essaie de l'interrompre, mais Skate la frappe et la rend inconsciente. Bird entre à son tour dans l'appartement et tente de défendre Peyton, mais Skate lui fracasse le crâne. Pendant sa convalescence, Bailey voit Bird se transformer en une créature dotée de plumes, de grandes ailes et d'yeux d'oiseau. Il affronte Skate une nouvelle fois, le traîne dehors, l'assomme, puis le saisit avec ses serres et s'envole avec son corps.
Le lendemain matin, Bailey découvre que Hunter a quitté la maison. Elle en informe Bug, et tous deux courent à la gare où ils trouvent Hunter seul, dévasté que Moon n'ait pas suivi son plan. Bug le réconforte en lui disant qu'il est trop jeune pour être père. Tous trois rentrent ensemble et assistent au mariage de Bug et Kayleigh, avec une Bailey plus sereine pendant la cérémonie. Lors de la réception, Bird apparaît sans prévenir et serre Bailey dans ses bras pour lui dire au revoir. Alors qu'il s'éloigne, les yeux de Bailey sont révélés comme étant semblables à ceux de Bird — des yeux d'oiseau.

### Analyse
Le film est d'abord vu d'un côté très réaliste, dans un milieu populaire, où règnent non seulement le désordre matériel mais surtout le désordre affectif et sentimental. Ce qui frappe, c'est l'instabilité de l'environnement familial de la jeune héroïne ainsi que la violence des propos et des actes. Apparaît alors, vers la presque fin du film, un élément d'ordre surnaturel, ou fantastique, qui pimente positivement l'histoire et la construction morale et intellectuelle de l'adolescente Bailey qui y trouve son havre de paix.

## Fiche technique
Sauf indication contraire, les informations mentionnées dans cette section peuvent être confirmées par la base de données cinématographiques IMDb,  présente dans la section « Liens externes ».
- Titre original et français : Bird
- Réalisation et scénario : Andrea Arnold
- Direction artistique : Lili Lea Abraham et Kate Stamp
- Décors : Maxine Carlier
- Costumes : Alex Bovaird et Gabriela Sena
- Photographie : Robbie Ryan
- Montage : Joe Bini
- Production : Lee Groombridge, Juliette Howell et Tessa Ross
- Production déléguée : Claude Amadeo, Mollye Asher, Len Blavatnik, Jessamine Burgum, Danny Cohen, Michael D'Alto, Kara Durrett, Randal Sandler, Chris Triana et Eva Yates
- Sociétés de production : BBC Film, British Film Institute, Access Entertainment, House Productions, Ad Vitam,  Arte France Cinéma,  FirstGen Content,  Pinky Promise
- Société de distribution : n/a
- Pays de production :  Allemagne,  États-Unis,  France,  Royaume-Uni
- Format : couleur – son Dolby Digital
- Genre : drame
- Durée : 118 minutes (1 h 58)
- Dates de sortie :
  - France : 16 mai 2024 (Festival de Cannes), 1er janvier 2025 (sortie nationale)

## Distribution
- Nykiya Adams (en) : Bailey
- Barry Keoghan : Bug
- Franz Rogowski : Bird
- James Nelson-Joyce : Skate
- Jasmine Jobson : Peyton
- Joanne Matthews : Debs

## Production

### Développement
Andrea Arnold raconte qu'un homme nu lui est apparu en songe sur le toit d'une maison et lui a inspiré le personnage de Bird.
En mai 2023, après avoir abandonné un rôle proposé pour le film Gladiator 2 de Ridley Scott, l'acteur Barry Keoghan participerait au projet de long métrage d'Andrea Arnold. En ce même mois, Franz Rogowski y est également révélé.

### Tournage
Le tournage commence en juin 2023, dans le sud de l'Angleterre, précisément à Gravesend, Dartford, Ashford et Bean, dans le Kent,. Il a également lieu, en juillet, sur l'île de Sheppey.

## Sortie

### Accueil critique
En France, le site Allociné donne une moyenne de 3,9⁄5, d'après l'interprétation de 28 critiques de presse.
France Info apprécie le réalisme fantastique du film et la fibre sociale caractéristique du cinéma d'Arnold, en se centrant sur les marginaux. Critikat a le même ressenti, loue la bande-son mais trouve le film un peu routinier. Idem pour Écran Noir. Le Monde estime que le personnage de Bird tombe « comme un cheveu sur la soupe ». Mais Télérama et Le Bleu du Miroir apprécient le lyrisme et le virage fantastique de Bird,.

## Distinctions

### Sélection
- Festival de Cannes 2024 : sélection officielle, en compétition